# Double Take
Double Take é o décimo nono álbum de estúdio da banda Petra, lançado a 29 de Fevereiro de 2000.
O álbum traz dez novas versões acústicas dos clássicos mais conhecidos da banda. Inclui também duas novas canções: "Breathe In" e "The Longing". A faixa "Breathe In" é cantada pelo guitarrista Pete Orta. É o único álbum da banda a ter nos teclados Trent Thomason.
O disco atingiu o nº 34 do Top Contemporary Christian. Com este trabalho, a banda arrecadou o seu terceiro Grammy Award na categoria Best Rock Gospel Album.
| Críticas profissionais                                                      | Críticas profissionais |
| Avaliações da crítica                                                       | Avaliações da crítica  |
| Fonte                                                                       | Avaliação              |
| --------------------------------------------------------------------------- | ---------------------- |
| allmusic                                                                    | [ 4 ]                  |
| Esta tabela precisa de ser acompanhada por texto em prosa. Consulte o guia. |                        |

## Faixas
Todas as músicas por Bob Hartman, exceto onde anotado
1. "Judas' Kiss" – 4:05
2. "The Coloring Song" (David Eaton) – 3:28
3. "Dance" (Bob Hartman e John Elefante) – 3:39
4. "Beyond Belief" (Bob Hartman e Elefante) – 4:22
5. "The Longing" (Joel Hanson, Tony Wood) – 2:56
6. "He Came, He Saw, He Conquered" (Bob Hartman e Elefante) – 4:14
7. "Beat the System" – 4:34
8. "This Means War" – 5:40
9. "Breathe In" (Pete Orta) – 4:57
10. "Creed" – 4:49
11. "Praying Man" (John Lawry e Jim Cooper) – 4:30
12. "Just Reach Out" (John Schlitt e Rich Gootee) – 4:36

## Créditos
- Pete Orta - Guitarra, vocal
- John Schlitt - Vocal
- Trent Thomason - Teclados
- Lonnie Chapin - Baixo, vocal
- Louie Weaver - Bateria